# Tianjin Open 2019 - Qualificazioni singolare
Le qualificazioni del singolare femminile del Tianjin Open 2019 sono state un torneo di tennis preliminare per accedere alla fase finale della manifestazione. Le vincitrici dell'ultimo turno sono entrate di diritto nel tabellone principale. In caso di ritiro di una o più giocatrici aventi diritto a queste sono subentrati le lucky loser, ossia le giocatrici che hanno perso nell'ultimo turno ma che avevano una classifica più alta rispetto alle altre partecipanti che avevano comunque perso nel turno finale.

## Teste di serie
1. Nao Hibino (secondo turno)
2. Han Xinyun (ritirata)
3. Yanina Wickmayer (secondo turno)
4. Wang Xiyu (qualificata)

1. Wang Xinyu (ultimo turno, Lucky loser)
2. Kurumi Nara (qualificata)
3. Natalija Kostić (secondo turno)
4. Liang En-shuo (secondo turno, ritirata)

## Qualificate
1. Arina Rodionova
2. Kurumi Nara

1. You Xiaodi
2. Wang Xiyu

### Lucky loser
1. Wang Xinyu

1. Ma Shuyue

## Tabellone

### Legenda
| - Q = Qualificato - WC = Wild card - LL = Lucky loser | - ALT = Alternate - SE = Special Exempt - PR = Protected Ranking | - w/o = Walkover - r = Ritirato - d = Squalificato |

### Sezione 1
|  | Primo turno | Primo turno     | Primo turno  | Primo turno | Primo turno |  |  | Secondo turno | Secondo turno   | Secondo turno | Secondo turno | Secondo turno |   |   | Ultimo turno | Ultimo turno    | Ultimo turno | Ultimo turno | Ultimo turno |  |
|  |             |                 |              |             |             |  |  |               |                 |               |               |               |   |   |              |                 |              |              |              |  |
|  | 1           | Nao Hibino      | Nao Hibino   | 6           | 6           |  |  |               |                 |               |               |               |   |   |              |                 |              |              |              |  |
|  |             | Liu Fangzhou    | Liu Fangzhou | 2           | 3           |  |  | 1             | Nao Hibino      | 6             | 3             | 5             |   |   |              |                 |              |              |              |  |
|  |             | Haruka Kaji     | 6            | 1           | 2           |  |  |               | Arina Rodionova | 3             | 6             | 7             |   |   |              |                 |              |              |              |  |
|  |             | Arina Rodionova | 3            | 6           | 6           |  |  |               |                 |               |               |               |   |   |              | Arina Rodionova | 62           | 6            | 6            |  |
|  |             | Guo Hanyu       | Guo Hanyu    | 2           | 5           |  |  |               |                 |               | Zhang Yuxuan  | 7             | 1 | 4 |              |                 |              |              |              |  |
|  |             | Zhang Yuxuan    | Zhang Yuxuan | 6           | 7           |  |  |               | Zhang Yuxuan    | Zhang Yuxuan  | 6             | 4             |   |   |              |                 |              |              |              |  |
|  |             | Ayano Shimizu   | 6            | 2           | 2           |  |  | 8             | Liang En-shuo   | Liang En-shuo | 2             | 2r            |   |   |              |                 |              |              |              |  |
|  | 8           | Liang En-shuo   | 3            | 6           | 6           |  |  |               |                 |               |               |               |   |   |              |                 |              |              |              |  |

### Sezione 2
|  | Primo turno | Primo turno     | Primo turno  | Primo turno | Primo turno |  |  | Secondo turno | Secondo turno   | Secondo turno   | Secondo turno | Secondo turno |   |   | Ultimo turno | Ultimo turno | Ultimo turno | Ultimo turno | Ultimo turno |  |
|  |             |                 |              |             |             |  |  |               |                 |                 |               |               |   |   |              |              |              |              |              |  |
|  | Alt         | Darija Jurak    | Darija Jurak | 3           | 0           |  |  |               |                 |                 |               |               |   |   |              |              |              |              |              |  |
|  |             | Ma Shuyue       | Ma Shuyue    | 6           | 6           |  |  |               | Ma Shuyue       | 1               | 6             | 7             |   |   |              |              |              |              |              |  |
|  | WC          | Tang Qianhui    | Tang Qianhui | 4           | 3           |  |  |               | Zheng Qinwen    | 6               | 2             | 5             |   |   |              |              |              |              |              |  |
|  |             | Zheng Qinwen    | Zheng Qinwen | 6           | 6           |  |  |               |                 |                 |               |               |   |   |              | Ma Shuyue    | Ma Shuyue    | 67           | 3            |  |
|  |             | Nicole Melichar | 6            | 3           | 6           |  |  |               |                 | 6               | Kurumi Nara   | Kurumi Nara   | 7 | 6 |              |              |              |              |              |  |
|  |             | Jovana Jakšić   | 1            | 6           | 3           |  |  |               | Nicole Melichar | Nicole Melichar | 4             | 4             |   |   |              |              |              |              |              |  |
|  |             | Wang Meiling    | Wang Meiling | 0           | 2           |  |  | 6             | Kurumi Nara     | Kurumi Nara     | 6             | 6             |   |   |              |              |              |              |              |  |
|  | 6           | Kurumi Nara     | Kurumi Nara  | 6           | 6           |  |  |               |                 |                 |               |               |   |   |              |              |              |              |              |  |

### Sezione 3
|  | Primo turno | Primo turno      | Primo turno      | Primo turno | Primo turno |  |  | Secondo turno | Secondo turno    | Secondo turno    | Secondo turno | Secondo turno |   |    | Ultimo turno | Ultimo turno | Ultimo turno | Ultimo turno | Ultimo turno |  |
|  |             |                  |                  |             |             |  |  |               |                  |                  |               |               |   |    |              |              |              |              |              |  |
|  | 3           | Yanina Wickmayer | Yanina Wickmayer | 6           | 6           |  |  |               |                  |                  |               |               |   |    |              |              |              |              |              |  |
|  |             | Sofia Šapatava   | Sofia Šapatava   | 1           | 1           |  |  | 3             | Yanina Wickmayer | Yanina Wickmayer | 63            | 4             |   |    |              |              |              |              |              |  |
|  |             | Xu Shilin        | Xu Shilin        | 0           | 1           |  |  |               | You Xiaodi       | You Xiaodi       | 7             | 6             |   |    |              |              |              |              |              |  |
|  |             | You Xiaodi       | You Xiaodi       | 6           | 6           |  |  |               |                  |                  |               |               |   |    |              | You Xiaodi   | You Xiaodi   | 6            | 7            |  |
|  |             | Xun Fangying     | Xun Fangying     | 7           | 6           |  |  |               |                  |                  | Xun Fangying  | Xun Fangying  | 2 | 65 |              |              |              |              |              |  |
|  | WC          | Jiang Xinyu      | Jiang Xinyu      | 63          | 1           |  |  |               | Xun Fangying     | Xun Fangying     | 7             | 6             |   |    |              |              |              |              |              |  |
|  |             | Yuan Yue         | 3                | 6           | 3           |  |  | 7             | Natalija Kostić  | Natalija Kostić  | 5             | 4             |   |    |              |              |              |              |              |  |
|  | 7           | Natalija Kostić  | 6                | 3           | 6           |  |  |               |                  |                  |               |               |   |    |              |              |              |              |              |  |

### Sezione 4
|  | Primo turno | Primo turno        | Primo turno        | Primo turno | Primo turno |  |  | Secondo turno | Secondo turno | Secondo turno | Secondo turno | Secondo turno |   |   | Ultimo turno | Ultimo turno | Ultimo turno | Ultimo turno | Ultimo turno |  |
|  |             |                    |                    |             |             |  |  |               |               |               |               |               |   |   |              |              |              |              |              |  |
|  | 4           | Wang Xiyu          | Wang Xiyu          | 7           | 7           |  |  |               |               |               |               |               |   |   |              |              |              |              |              |  |
|  |             | Sun Ziyue          | Sun Ziyue          | 65          | 5           |  |  | 4             | Wang Xiyu     | Wang Xiyu     | 6             | 6             |   |   |              |              |              |              |              |  |
|  |             | Emily Webley-Smith | 4                  | 6           | 3           |  |  |               | Yang Yidi     | Yang Yidi     | 2             | 0             |   |   |              |              |              |              |              |  |
|  |             | Yang Yidi          | 6                  | 4           | 6           |  |  |               |               |               |               |               |   |   | 4            | Wang Xiyu    | Wang Xiyu    | 6            | 6            |  |
|  |             | Gao Xinyu          | Gao Xinyu          | 6           | 6           |  |  |               |               | 5             | Wang Xinyu    | Wang Xinyu    | 3 | 2 |              |              |              |              |              |  |
|  | WC          | Bai Zhuoxuan       | Bai Zhuoxuan       | 3           | 1           |  |  |               | Gao Xinyu     | Gao Xinyu     | 3             | 4             |   |   |              |              |              |              |              |  |
|  |             | Gabriela Dabrowski | Gabriela Dabrowski | 2           | 4           |  |  | 5             | Wang Xinyu    | Wang Xinyu    | 6             | 6             |   |   |              |              |              |              |              |  |
|  | 5           | Wang Xinyu         | Wang Xinyu         | 6           | 6           |  |  |               |               |               |               |               |   |   |              |              |              |              |              |  |